# Stadion im. Henryka Zielazka w Poznaniu
Stadion im. Henryka Zielazka – stadion hokeja na trawie w Poznaniu. Domowy obiekt Grunwaldu Poznań. Pierwszy stadion hokeja na trawie w Polsce wyposażony w boisko ze sztuczną nawierzchnią (w 1992 r.). W 2016 r. przeszedł generalny remont. 18 czerwca 2017 nadano mu imię Henryka Zielazka.